# Mario Fascetti
Michele Ferrara (Roma, 26 dicembre 1896 – Krioneri, 18 novembre 1940) è stato un militare italiano, insignito della medaglia d'oro al valor militare alla memoria nel corso della seconda guerra mondiale.

## Biografia
Nacque a Roma il 26 dicembre 1896, figlio di Marco e Augusta Giannina.
Dopo aver effettuato gli studi di scuola media presso l'Istituto tecnico "Leonardo da Vinci" di Roma e poi superiori al Convitto Nazionale di Chieti, nel dicembre 1915 fu arruolato nel Regio Esercito raggiungendo il fronte il forza al 3º Reggimento bersaglieri. Terminata la guerra, con il grado di tenente di complemento, partecipò all'impresa di Fiume di Gabriele D'Annunzio con il VIII Battaglione ciclisti e nel gennaio 1921 venne posto in congedo. Richiamato in servizio a domanda sei mesi più tardi, frequentò la Scuola allievi ufficiali del Corpo d'armata di Milano, passava in servizio permanente effettivo con il proprio grado nel 1924. Trasferito nel Regio corpo truppe coloniali della Cirenaica nel 1930, vi rimase per poco tempo, perché assegnato alla Scuola centrale di Educazione fisica. Promosso capitano nel dicembre 1934 qualche tempo dopo partiva per l'Africa Orientale destinato al Regio corpo truppe coloniali d'Eritrea. Dopo aver partecipato alle operazioni militari nel corso della guerra d'Etiopia, e alle prime grandi operazioni di polizia coloniale, ritornando in Italia nel dicembre 1937 destinato al 2º Reggimento bersaglieri. Nel corso della guerra di Spagna, con il 1º Reggimento fanteria del Corpo Truppe Volontarie partecipava a numerosi combattimenti riportando una ferita nel scontro di Granera nel dicembre 1938. Rientrato in servizio al 2º Reggimento bersaglieri nell'ottobre 1939, veniva mobilitato il 10 giugno 1940, all'entrata in guerra del Regno d'Italia. Il 7 novembre dello stesso anno partiva per l'Albania al comando del IV Battaglione del 2º Reggimento bersaglieri. Cadde in combattimento a Sitaria-Krioneri il 18 novembre 1940, e fu insignito della medaglia d'oro al valor militare alla memoria.
La sezione dell'Associazione nazionale bersaglieri di Guidonia Montecelio porta il suo nome, così come una via di Roma.

### Fonti
1. ↑  Gruppo Medaglie d'Oro al Valore Militare 1965, p. 462.
2. 1 2 3 4 5 6 7 8 9 10 11  Combattenti Liberazione.
3. ↑   Fascetti, Mario, su Presidenza della Repubblica Italiana. URL consultato il 19 luglio 2020.
4. ↑  Registrato alla Corte dei conti il 4 maggio 1943, registro 15 guerra, foglio 155.